# 鈴木成一
鈴木 成一（すずき せいいち、1962年 - ）は日本の装幀家。北海道出身。
筑波大学芸術専門学群卒業。同大学院芸術学研究科修士課程中退（グラフィックデザインを専攻）。大学4年生の時に鴻上尚史の戯曲集の装丁を手がけてブックデザイナーとしてデビュー。1985年、独立する。1992年に鈴木成一デザイン室を設立。1994年に講談社出版文化賞ブックデザイン賞を受賞。

## 鈴木成一・鈴木成一デザイン室の主な装幀作品
書籍
- 街場の戦争論（内田樹）
- 孤独か、それに等しいもの （大崎善生）
- あの日にドライブ（荻原浩）
- 明日の記憶（荻原浩）
- Q＆A（恩田陸）
- 不連続の世界（恩田陸）
- 夜は一緒に散歩しよ（黒史郎）
- 陰日向に咲く（劇団ひとり）
- クローバー（島本理生）
- 檸檬のころ（豊島ミホ）
- 神田川デイズ（豊島ミホ）
- 些末なおもいで（埜田 杳）
- 白夜行（東野圭吾）
- 幻夜（東野圭吾）
- むかしのはなし（三浦しをん）
- 半島を出よ（村上龍）
- 森博嗣の大半の作品（女王の百年密室、スカイ・クロラシリーズ
- マンガ 中国の思想シリーズ　（講談社+α文庫）
  - マンガ 老荘の思想 （蔡志忠：作画　和田武司：訳）
  - マンガ 孔子の思想 （蔡志忠：作画　和田武司：訳）
  - マンガ 韓非子の思想 （蔡志忠：作画　和田武司：訳）
  - マンガ 史記・列子の思想 （蔡志忠：作画　和田武司：訳）
  - マンガ 菜根譚・世説新語の思想 （蔡志忠：作画　和田武司：訳）
  - マンガ 孟子・大学・中庸の思想 （蔡志忠：作画　和田武司：訳）